# هابلرزبرگ (پنسیلوانیا)
هابلرزبرگ (به انگلیسی: Hublersburg) یک منطقهٔ مسکونی در ایالات متحده آمریکا است که در شهرستان سنتر، پنسیلوانیا واقع شده‌است. هابلرزبرگ ۰٫۴۲ کیلومتر مربع مساحت و ۱۰۴ نفر جمعیت دارد و ۲۸۶٫۵۲ متر بالاتر از سطح دریا واقع شده‌است.